# آپولو اینتنسا اموزیونه
آپولو اینتنسا اموزیونه (به ایتالیایی: Apollo Intensa Emozione)، که گاهی به‌عنوان IE شناخته می‌شود، یک خودروی اسپورت موتور وسط است که توسط سازنده خودروی آلمانی آپولو اتومبیل، با مشارکت Manifattura Automobili Torino، طراحی شده توسط طراح اصلی آنها، جو وانگ، ساخته شده‌است. این نام در زبان ایتالیایی به معنای «احساس شدید» است.
این اولین وسیله نقلیه ساخته شده توسط آپولو پس از گامپرت آپولو است که ۱۴ سال قبل تولید شد.
آپولو با یک ویدیوی تیزر برای اینتنسا اموزیونه در ۱۷ اکتبر ۲۰۱۷ منتشر شد و این خودرو به‌طور کامل در ۲۴ اکتبر ۲۰۱۷ رونمایی شد.
اینتنسا اموزیونه با قیمت ۲٬۶۷۰٬۰۰۰ دلار در ایالات متحده و ۲٬۳۰۰٬۰۰۰ یورو در اروپا به فروش می‌رسد. تنها ده مورد تولید خواهد شد که طبق گزارش‌ها همه آنها فروخته شده‌اند.
در ژوئن ۲۰۱۸ فاش شد که آپولو با HWA AG، یک تیم تیونینگ و مسابقه‌ای از تیونر مرسدس بنز آام‌گ، همکاری خواهد کرد تا مرحله نهایی توسعه این خودرو را تکمیل کند.

## اطلاعات خودرو

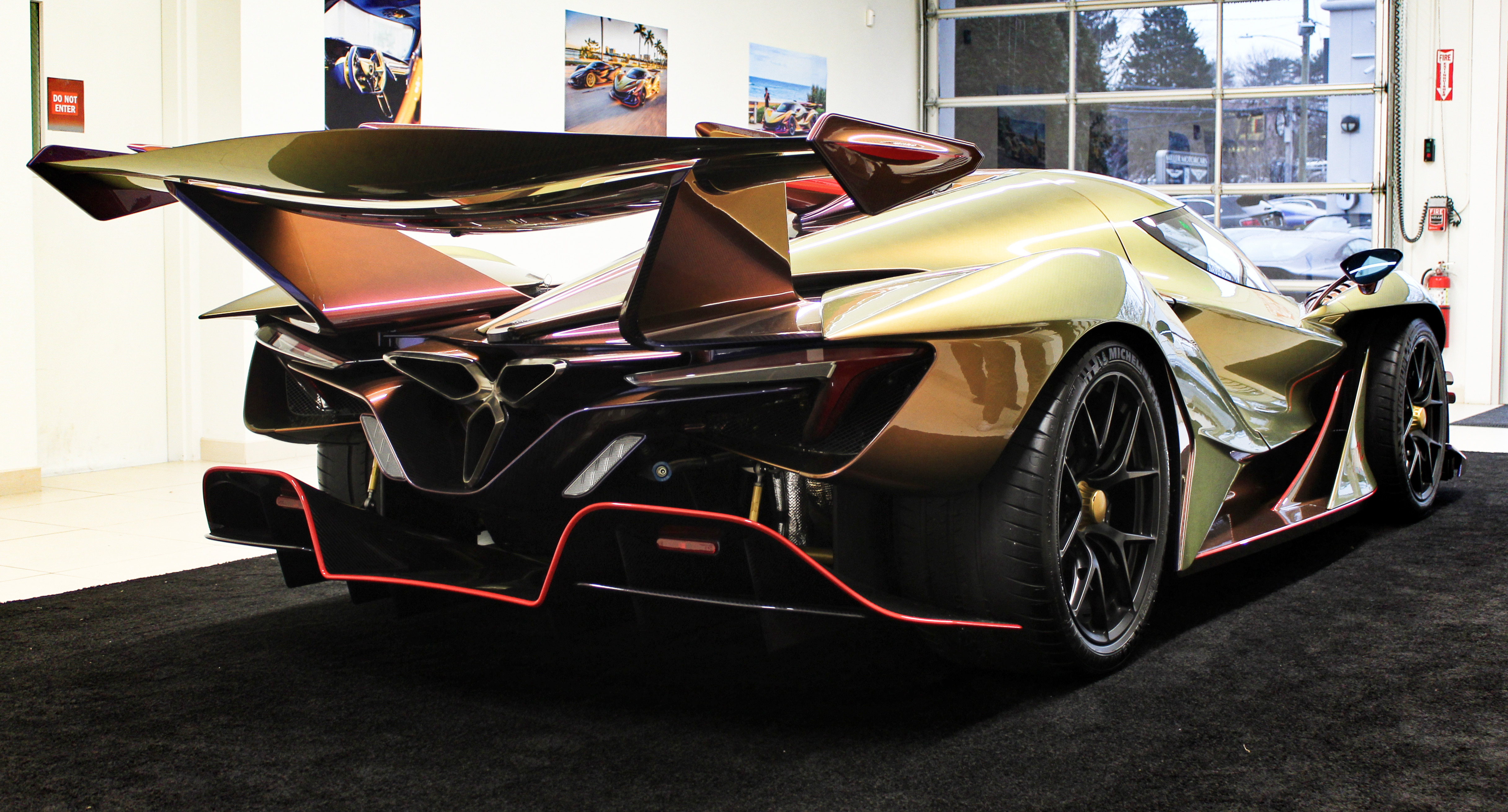
نمای پشت

### زبان طراحی
طراحی بیرونی بر اساس جریان هوا و طبیعت، به‌ویژه حشرات و حیوانات دریایی است. فضای داخلی کاملاً بر اساس تم طبیعت است، با کابین خلبان وان فیبر کربنی به سبک شفیره‌ای، به سبک نمونه اولیه خودروی مسابقه‌ای با روکش چرمی است. جدای از تفکر طبیعی، این خودرو همچنین در نظر گرفته شده بود که دارای طرحی باشد که از سایر خودروهای اسپورت جدا باشد.

### اطلاعات عملکرد

#### مشخصات و عملکرد خودرو

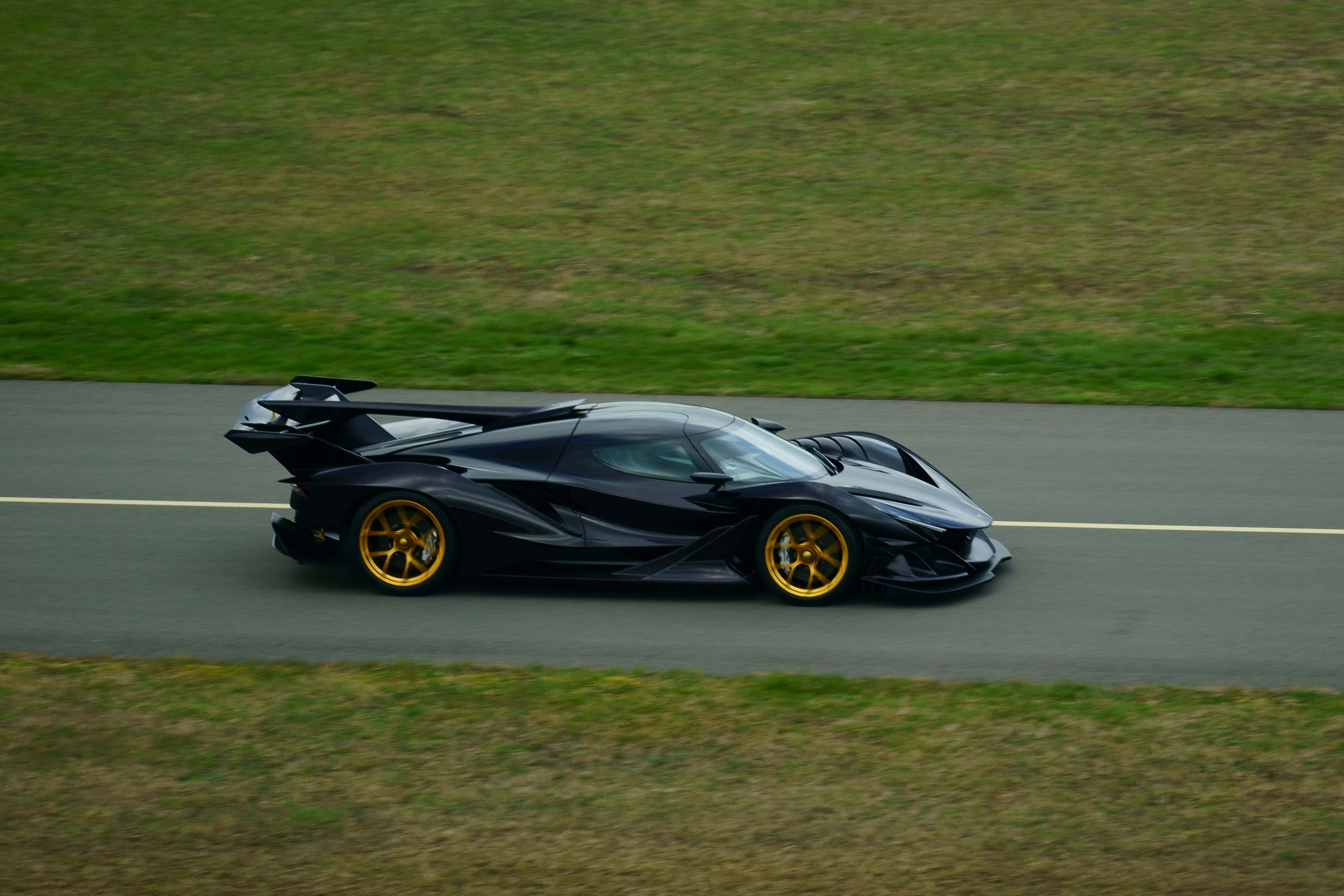
آپولو IE در جاده

اینتنسا اموزیونه از یک موتور ۶٫۳ لیتری F140FE وی۱۲ تنفس طبیعی مشتق از فراری استفاده می‌کند که توسط Autotecnica Motori و HWA AG توسعه یافته‌است. قدرت تقریبی ۷۹۱ اسب بخار متری (۵۸۲ کیلووات؛ ۷۸۰ اسب بخار) در ۸٬۵۰۰ دور در دقیقه و حدود ۷۶۰ نیوتن متر (۵۶۱ پوند-فوت) گشتاور در ۶٬۰۰۰ دور در دقیقه است. طبق گزارش‌ها، این موتور دارای یک ردلاین ۹٬۰۰۰ دور در دقیقه است. تمام نیرو از طریق جعبه‌دنده دستی ۶ سرعته ترتیبی هیولند به چرخ‌های عقب منتقل می‌شود. وزن ۱٬۲۵۰ کیلوگرم (۲٬۷۵۵ پوند) است.
دمپرها توسط بیلستین ساخته شده‌اند و قابل تنظیم سه جهته (راحتی، ورزشی، خودکار) هستند. این خودرو از ترمزهای سرامیکی کربنی برمبو با اندازه‌های ۳۸۰ در ۳۴ میلی‌متر در جلو و عقب به‌همراه کالیپرهای ۶ پیستونی در جلو و ۴ پیستونه در عقب استفاده می‌کند. میشلن تایرهای اسپرت کاپ ۲ خود را با عملکرد بالا برای خودروها عرضه می‌کند تا حداکثر کارایی و چسبندگی را فراهم کند. Pankl Racing Systems تامین‌کننده دیفرانسیل است.
Intensa Emozione قادر است از ۰ تا ۹۷ کیلومتر بر ساعت (۶۰ مایل بر ساعت) در ۲٫۷ ثانیه و حداکثر سرعت پیش‌بینی شده ۳۳۵ کیلومتر بر ساعت (۲۰۸ مایل بر ساعت) شتاب بگیرد. این خودرو حداکثر نیروی رو به پایین ۱٬۳۵۰ کیلوگرم (۲٬۹۷۶ پوند) را در سرعت ۲۹۹ کیلومتر بر ساعت (۱۸۶ مایل بر ساعت) تولید می‌کند.

#### ساخت بدنه
این خودرو تقریباً به‌طور کامل از فیبر کربن ساخته شده‌است، اما شامل قطعات فولادی، آلومینیوم و تیتانیوم با مقاومت بالا است. محفظه موتور بدون پوشش باقی می‌ماند تا ورودی هوا با حداکثر کارایی کار کند. کل شاسی تنها ۱۰۵ کیلوگرم (۲۳۱ پوند) وزن دارد.

## تولید
تولید اینتنسا اموزیونه در آوریل ۲۰۱۹ با شروع تحویل در سه‌ماهه سوم ۲۰۱۹ آغاز شد. شاسی فیبر کربنی مونوکوک این خودرو توسط گروه Capricorn تولید شده و تنظیم شاسی همراه با مونتاژ نهایی توسط HWA AG انجام می‌شود. این خودرو در آفالترباخ آلمان مونتاژ و تکمیل می‌شود، جایی‌که HWA ماشین‌های مسابقه‌ای خود را تولید می‌کند.
رنگ بدنه فیبر کربنی آن دو بار تغییر کرده و در حال حاضر در رنگ مشکی موجود است. دومین تولیدی آپولو IE در نوامبر ۲۰۱۹ تحویل داده شد. این نسخه به‌دلیل طرح رنگی بسیار متمایز، نسخه "ML" (حرف اول مالک مالزیایی آن مایکل لوک) نیز نامیده می‌شود. به‌طور کلی، تنها ۱۰ دستگاه آپولو IE تولید خواهد شد.